# Рето Дзанні
Рето Дзанні (нім. Reto Zanni, нар. 9 лютого 1980, Буохс) — швейцарський футболіст, що грав на позиції захисника.
Виступав, зокрема, за клуби «Грассгоппер» та «Базель», а також молодіжну збірну Швейцарії.
Чотириразовий чемпіон Швейцарії.

## Клубна кар'єра
Народився 9 лютого 1980 року в місті Буохс. 
У дорослому футболі дебютував 1998 року виступами за команду «Грассгоппер», у якій провів п'ять сезонів, взявши участь у 46 матчах чемпіонату. 
Згодом з 2001 по 2005 рік грав у складі команд «Санкт-Галлен» та «Тун».
Своєю грою за останню команду привернув увагу представників тренерського штабу клубу «Базель», до складу якого приєднався 2005 року. Відіграв за команду з Базеля наступні шість сезонів своєї ігрової кар'єри. Більшість часу, проведеного у складі «Базеля», був основним гравцем захисту команди.
Протягом 2011—2012 років захищав кольори клубу «Вадуц».
Завершив ігрову кар'єру у команді «Буокс», за яку виступав протягом 2012—2013 років.

## Виступи за збірну
Протягом 1999–2002 років залучався до складу молодіжної збірної Швейцарії. На молодіжному рівні зіграв у 23 офіційних матчах, забив 1 гол.

## Титули і досягнення
- Чемпіон Швейцарії (4):

«Грассгоппер»: 2000-2001, 2002-2003
«Базель»: 2007-2008, 2009-2010